# Snørebåndsdup
|  | Sammenskrivningsforslag Artiklerne Snørebånd, Snørebåndsdup er foreslået sammenskrevet. (Siden marts 2017) Diskutér forslaget |

En snørebåndsdup er en lille plastic- eller metaldup, der sidder for enden af et snørebånd. Duppen forhindrer snoningerne på båndet i at gå op og gør det lettere at føre snoren gennem øjerne.
Oprindeligt blev de fremstillet af metal, glas eller sten, og mange var ofte meget ornamenterede. Rige personer i Romeriget fik fremstillet snøredupper af dyre metaller som messing eller sølv. Det samme skete i middelalderen, hvor meget tøj også blev snøret sammen, og velhavende folk ønskede at vise deres rigdom ved brug af bl.a. sølv på deres klædedragt.
Tilsvarende dupper benyttes på tovværk.

## Snørebåndsdupper i kulturen
En episode af Phineas og Ferb handler om snørebåndsdupper.[kilde mangler] I den danske udgave er ordet "snørebåndsdup" dog ikke oversat, og det engelske ord "aglet" bruges i stedet.
I den canadiske tegneserie User Friendlys udgaver fra 14.-25. april 2020 indgår et snørebåndsdupsproduktionsfirma "Columbia International". I denne tegneserie kaldes snørebåndsdupper for "plastic tubes at the end of shoelaces".